# Mamejiro
Mamejiro (Mamejiro, Akira Toriyama, août 1988) est un manga publié dans Weekly Shonen Jump #38 et édité en français en 1999 par Glénat dans Akira Toriyama Histoires Courtes volume 3.

## L'histoire
Le jeune Mamejiro a six ans décide de devenir un délinquant parce que son père lui a mangé sa glace ! Pour sa première forfaiture, il s'en prend à un individu qui s'avère être la cambrioleur de la caisse de la coopérative agricole voisine. Mamejiro, bien malgré lui, aidera la police à l'intercepter et se verra offrir en récompense une montagne de crèmes glacées...  

## Analyse
Les dessins de ce manga sont beaucoup plus simplistes et légers. Le trait donne l'impression que ce manga est dessiné par un enfant ce qui permet au lecteur de focaliser son attention sur Mamejiro.